# Bronstijd in de Levant
De bronstijd in de Levant duurde vanaf het einde van de kopertijd tot het begin van de ijzertijd, van ca. 3.500 tot 1.200 v.Chr.  
De Levant lag tijdens de bronstijd ingeklemd tussen de grootmachten van Mesopotamië, Anatolië en Egypte en was politiek versplinterd. 
De bronstijd dankt zijn naam aan de ontwikkeling van een nieuwe technologie: het maken en bewerken van brons. Brons wordt vervaardigd door een kleine hoeveelheid tin aan koper toe te voegen. Het voordeel van brons is dat het harder is dan koper. 
Verreweg de belangrijkste uitvinding van deze periode was de ontwikkeling van het schrift rond 3200 v.Chr. Het oudste schrift verschijnt min of meer gelijktijdig in twee gebieden: in Mesopotamië en in Egypte. De ontwikkeling van het schrift was het logisch gevolg van een ontluikende bureaucratie in deze cultuurgebieden.
Vanuit Ugarit waren al vroeg handelscontacten gelegd met Alashia op Cyprus, waar men koper vandaan haalde, en ook met de verder weg liggende Cycladen en Kreta. Intussen waren de contacten tussen Mesopotamië, Anatolië, Syrië en Egypte toegenomen. In de bergen van de Taurus haalde men obsidiaan voor spiegels, en tin om met koper tot brons te mengen. Koper werd waarschijnlijk uit Cyprus aangevoerd, dan wel via Ugarit. Aan het einde van het vierde millennium was Jericho, dat vanuit het stroomgebied van de Eufraat via de Jordaan goed bereikbaar is, een ommuurde stad die sindsdien onafgebroken bewoond werd. Vanwege haar ligging werden er grote voorraden en kostbaarheden opgeslagen om verder verhandeld te worden.
Met de ondergang van het internationale systeem aan het einde van de late bronstijd begonnen Indo-Europese nomaden vanuit het noorden de Levant binnen te dringen.

## Vroege bronstijd (3500 - 2000 v.Chr.)
Terwijl op Kreta de Minoïsche beschaving bloeide en er vanuit dit eiland voortdurend overzeese contacten waren met de wijde omgeving van de Middellandse Zeekusten, waren ook in de Levant een aantal steden opgekomen. Vermoedelijk was er daarbij ook sprake van culturele uitwisseling.
Gedurende de vroege en middenbronstijd gingen Syrië en Palestina ieder hun eigen weg. Palestina was gedurende een aantal generaties vrijwel onbewoond. Gedurende de vroege bronstijd verschenen er migranten uit het noorden. Het gebied bleef dunbevolkt en nam nauwelijks deel aan de internationale handel. Alleen met Egypte was er regelmatig contact. Er zijn uit deze periode in Palestina nauwelijks schriftelijke bronnen overgeleverd. Het gebied bestond uit ongeveer twintig kleine stadstaten. Slechts enkele steden hadden meer dan 2.000 inwoners. De belangrijkste Palestijnse steden waren Megiddo, Laish, (het latere Dan), en Ai.

### Handel en culturele uitwisseling

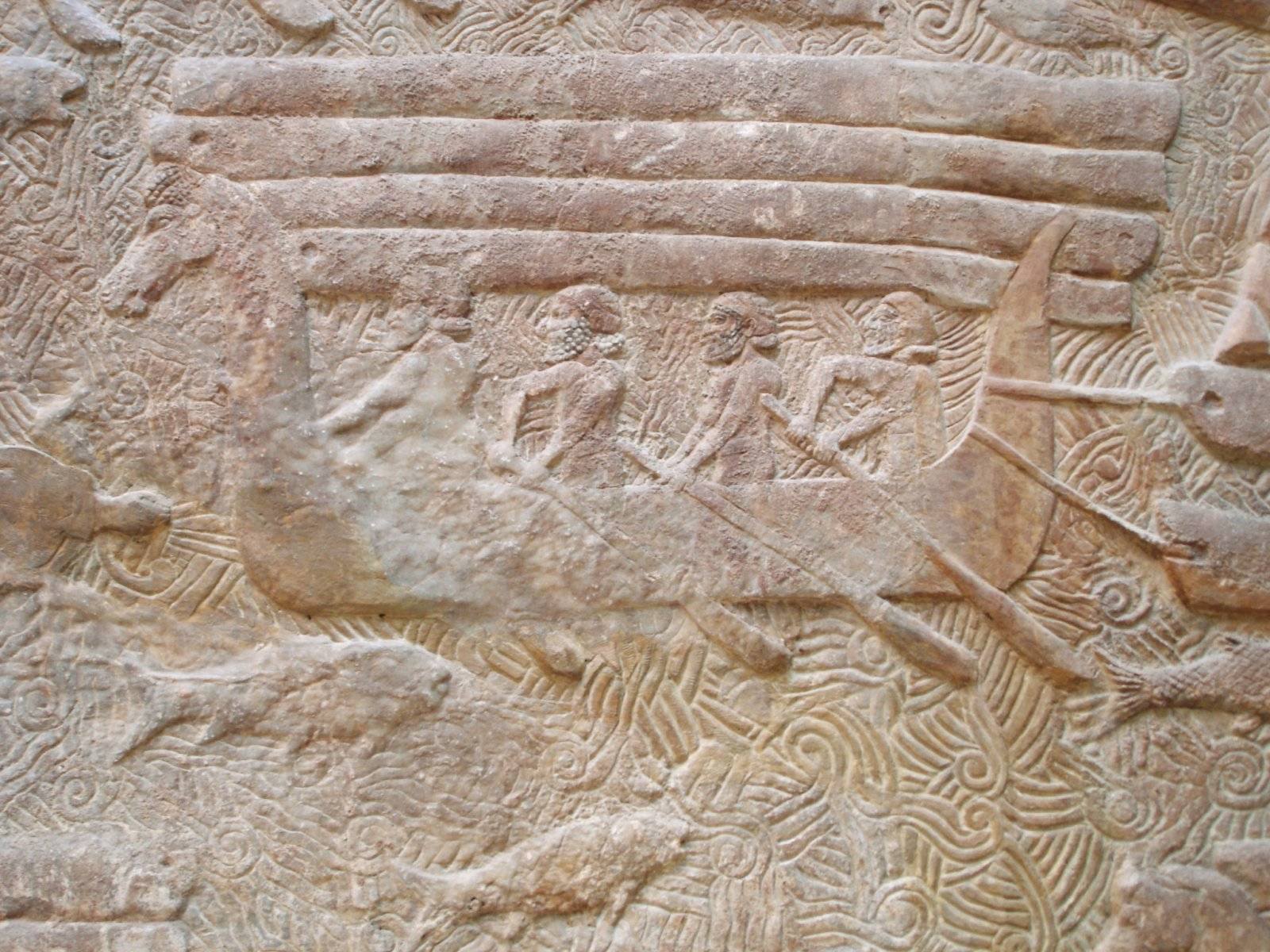
Transport per boot van Libanees cederhout naar Mesopotamië (uit het paleis van Sargon II, eind 8e eeuw v.Chr.).

Volgens Herodotos zouden in Fenicië de eerste steden rond 2750 v.Chr zijn gesticht. Navolging van de bloeiende stadstaten in Mesopotamië kan deze ontwikkeling hebben beïnvloed. Sidon was vanaf 2700 v.Chr. de oudste Fenicische stad, naast Baalbek en Tyrus. Dit waren alle havens van het mediterrane handelsrijk. Er bevond zich een Ashtart-tempel in Sidon.
Aan de kust van Syrië waren rond 2.500 een aantal van steden tot bloei gekomen. Zij speelden een belangrijke rol in de internationale handel. Gedurende het Egyptische Oude Rijk vond op grote schaal uitwisseling van goederen en cultuur plaats met Egypte via de steden Askalon en Byblos. Byblos was in de vroege bronstijd de belangrijkste havenstad van de Levant, van waaruit vooral veel cederhout naar Egypte werd verscheept. Aangezien er in Egypte zelf weinig bomen met goed timmerhout groeiden, was dit daar een gezocht artikel. Tijdens de tweede dynastie (~2853 - ~2707) waren de kuststeden min of meer Egyptische kolonies. Ook met Mesopotamië was er een levendige handel, vooral in metaal.

### Volksbewegingen en vazalsteden
Vanaf 2.500 trad er een kentering op in de rustige vreedzame levenswijze in en rond Kanaän. Vanaf die tijd blijken er in toenemende mate volksbewegingen in en naar de regio op gang gekomen te zijn. Vanuit Egypte werden pogingen gedaan om het gebied en de handelsrelaties voor zichzelf veilig te stellen.
De stadskoningen (intussen "baäls" genaamd), werden vanaf de 4e dynastie van Egypte (2639–2504 v.Chr.) vazallen van farao's als Snofroe. Deze laatste ondernam op zeker moment een strafexpeditie tegen Libische stammen, waarbij honderden Libiërs gevangen werden genomen, omdat een baäl blijkbaar niet aan zijn voorwaarden voldeed. Iets gelijkaardigs gebeurde daarna meerdere malen: Teti, farao van de 6e dynastie van Egypte (2347–2335 v.Chr.), en veel later ook Merenptah en Othoes, stuurden expedities naar Kanaän. In Byblos zijn sporen van hem gevonden.
Volgens professor Seton Lloyd "schijnt er omstreeks 2300 voor Chr. een golf van Indo-Europese volken, die een dialect spraken dat als Luwisch bekendstaat, over Anatolië heen gespoeld te zijn" ... "Hun voorttrekken werd gekenmerkt door wijdverbreide destructie". Tussen 2300 en 2100 ontstond ook een migratiegolf van Semieten naar het noordelijke deel van Kanaän dat later Fenicië zou worden, waarbij de twee volken zich met elkaar vermengden. Het was in dezelfde periode, rond 2100 v.Chr., dat Myceense Indo-Europese stammen Griekenland binnenvielen. Deze Achaeërs drongen door tot de Peloponnesos en stichtten er de steden Mycene, Tiryns en Pylos, met kolossale burchten en muren.

## Middenbronstijd (2000 - 1550 v.Chr.)

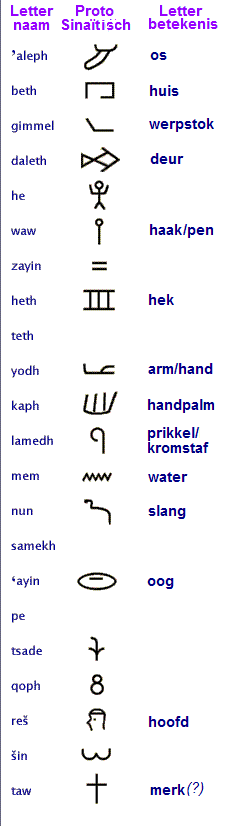
Het Proto-Sinaïtische schrift.

Tijdens de middenbronstijd kwamen een aantal stedelijke centra in Palestina plotseling tot bloei. Dit hield vermoedelijk verband met invloeden uit Egypte tijdens het Middenrijk en de periode van de Hyksos. Ook de invloed van Fenicië was groot in deze periode.
Tijdens het Middenrijk voerde Egypte een op expansie gerichte politiek. De 12e dynastie veroverde Neder-Nubië, dat rijk was aan goud, koper en rundvee. Ook werden in deze periode veldtochten in Syrië gehouden met als belangrijkste drijfveer het bemachtigen van het cederhout uit de Libanon. Andere gewilde producten uit Syrië waren wierook, olie en wijn. Met Byblos en andere stadstaten werden diplomatieke contacten onderhouden.
In Opper-Egypte zijn inscripties gevonden die dateren uit de 19e eeuw v.Chr. en geschreven zijn in wat lijkt op Proto-Sinaïtisch schrift. Het Proto-Sinaïtische schrift is tot ~1100 v.Chr. in gebruik gebleven.
Van 2000 tot 1750 onderhield het Oud-Assyrische Rijk een uitgebreid netwerk van handelsnederzettingen in de stadstaten van Anatolië, waardoor ook daar het schrift zijn intrede deed. De midden-bronstijd kwam daar gewelddadig ten einde en er ontstond een nieuwe macht, het Hettitische Rijk.
Vanaf 1800 v.Chr. was er sprake van Amorieten die deel uit gingen maken van de bevolking in Kanaän. Toen deze Amorieten de regio waren binnengevallen veroorzaakte dat grote omwentelingen. Steden raakten verlaten en geheel vernield, en de rondzwervende indringers gingen zich er op hun beurt vestigen. Zo verrezen er nieuwe ommuurde steden met stamhoofden die in forten leefden, terwijl de half-nomadische stamleden zich daar in hutten of tenten rondom schaarden. Als er gevaar dreigde vluchtten zij het fort binnen.

### Hyksos
Rond 1750 v.Chr. brak in Egypte een periode van politieke desintegratie aan. Semitische migranten uit het oosten drongen de delta binnen om zich er in aanzienlijke aantallen te vestigen. De invallers introduceerden in Egypte het paard en de strijdwagen, nieuwe wapens en een nieuw soort boog. Mede door hun aantal waren zij een macht van betekenis; hun aanwezigheid bracht in Egypte op termijn buitenlandse heersers aan de macht.
Rond 1640 v.Chr. werd de 13e dynastie omvergeworpen door een groep van deze Hyksos, de Griekse vorm van de Egyptische woorden heqaw chasoet, "heerser van vreemde landen". De Hyksos maakten Avaris in de oostelijke delta tot hun hoofdstad. De 15e dynastie van deze Hyksos werd gesteund door prinsen en vazallen die in Neder-Egypte tot de 17e dynastie zouden heersen. Opper-Egypte ten zuiden van Memphis maakte geen deel uit van hun machtsgebied. Avaris speelde een belangrijke rol bij de handel met zuidelijk Palestina, dat vermoedelijk ook door de Hyksos werd geregeerd. Ook met Cyprus, Kreta en Griekenland werden door hen contacten onderhouden.
In Kanaän werd rond 1580 v.Chr. de stad Jericho belegerd en geheel verwoest. Ook andere steden werden verwoest. Sommigen menen hier Jozua en het volk van Israël uit de Hebreeuwse Bijbel aan het werk te zien, maar de datering strookt niet met de Bijbelse chronologie. Een deel van de verwoestingen was ongetwijfeld het werk van Egyptische legers; Egypte begon aan het eind van de middenbronstijd immers de verovering van Palestina en Syrië na te streven. De Engelse archeologe Kathleen Kenyon heeft dankzij verbeterde archeologische stratigrafie-methoden de ruïnes van de wallen van de stad Jericho in 1550 v.Chr. gesitueerd.

## Late bronstijd (1550 - 1200 v.Chr.)

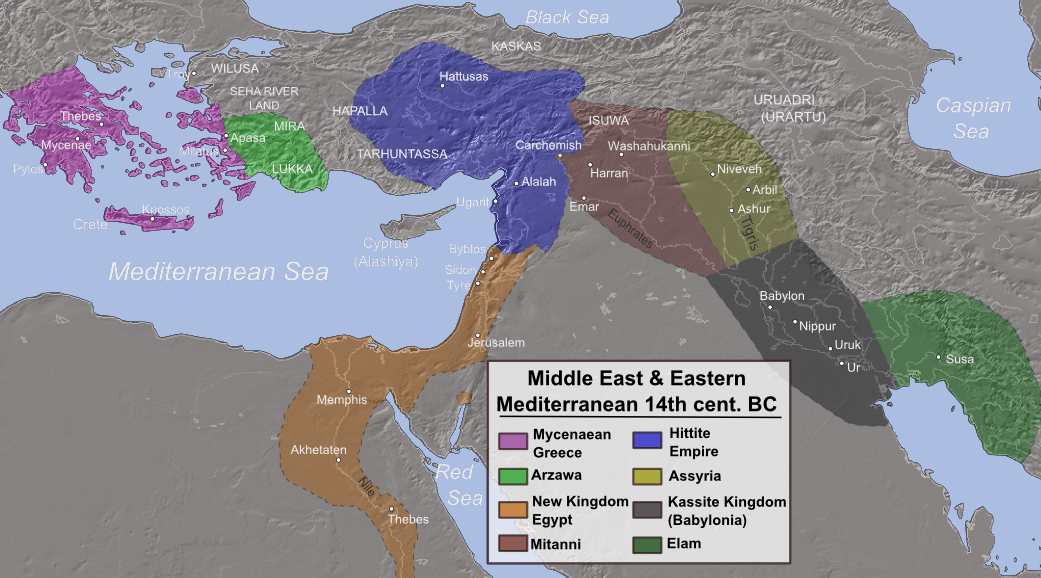
Het oostelijk deel van het Middellandse Zeegebied in de 14e eeuw v.Chr.

Tussen 1650 en 1550 werden de meeste steden in Palestina verwoest. Dit had verschillende oorzaken. Gedurende de late bronstijd was de regio een speelbal in de strijd tussen de grootmachten. In het noorden had het koninkrijk der Hettieten zich tot een sterke militaire macht ontwikkeld. In noordelijk Mesopotamië lag het rijk der Mitanni, een Hurritisch vorstendom met een aristocratie die bedreven was in de oorlogvoering met de strijdwagen. De sterkste macht was Egypte, dat onder de 18e en 19e dynastie het hoogtepunt van zijn macht bereikte.
Er waren een aantal redenen waarom de grootmachten probeerden Syrië en Palestina te veroveren. Enerzijds waren dat de natuurlijke hulpbronnen van het gebied: het cederhout uit Syrië, de olie en wijn van Palestina en de kopermijnen in de Negevwoestijn. Anderzijds speelden strategische overwegingen een rol: het gebied lag tussen de grootmachten in. Voor Palestina waren de effecten van de buitenlandse overheersing vooral negatief. Belasting en tribuut deden de welvaart afnemen. Daarnaast werd een deel van de bewoners tot slaaf gemaakt of gedeporteerd.

### De grootmachten Egypte, Mitanni en Hettieten

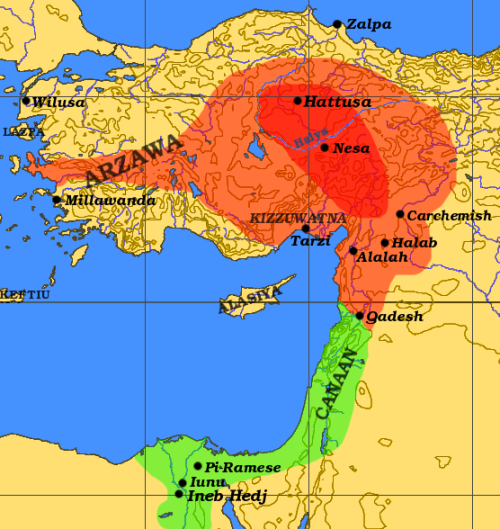
Het Rijk der Hettieten (rood) op het hoogtepunt van zijn macht in ca. 1290 v.Chr.; grenzend aan het Egyptische Rijk (groen) in het zuiden.

In Egypte werden de Hyksos als vreemde invallers beschouwd. Er werd langdurig strijd geleverd tussen de heersers in Thebe en de Hyksos in de delta. Uiteindelijk slaagden de heersers van de 18e dynastie erin om de Hyksos te verdrijven. De strijd werd in Palestina voortgezet. De verdrijving van de Hyksos was een mijlpaal in de geschiedenis van Egypte en wordt beschouwd als het begin van het Nieuwe Rijk. In deze periode werd de titel farao ingevoerd, hetgeen "het Grote Huis" betekent. De 18e dynastie was afkomstig uit Thebe in Opper-Egypte, maar verplaatste de hoofdstad naar Memphis in de delta.
De volgende farao's uit de achttiende dynastie speelden een belangrijke rol in de geschiedenis van Palestina: Hatsjepsoet, Thoetmosis III, Amenophis II, Thoetmosis IV, Amenophis III, Achnaton, Toetanchamon, Eje en Horemheb.
Tijdens de laatste decennia van de 16e eeuw streefden de farao's er in de eerste plaats naar Nubië te onderwerpen. Onder Hatsjepsoet was de verovering van het gebied door Egypte min of meer afgerond. Onder Thoetmosis III en Amenophis II werd langdurig strijd geleverd met de Hurrieten in het noorden. De periode van Thoetmosis IV en Amenophis III, een groot deel van de 14e eeuw, was voor Egypte een soort gouden eeuw. Met Ramses I begon de 19e dynastie.
In Egyptische teksten uit de tijd van de 18e dynastie duiken met enige regelmaat de termen Shasu en Habiru op. Vanaf 1400 v.Chr. ontmoeten we de eerste meldingen van de Shasu in Egyptische teksten van Amenhotep II. Het waren termen om sociale groepen aan te duiden. Van etnische duiding was geen sprake. Met Shasu werden nomaden bedoeld die rondzwierven in Palestina, het zuiden van Syrië en het Overjordaanse. Akkadische bronnen gebruiken het woord Sutu voor dezelfde groep. De Habiru worden in de bronnen nooit als nomaden beschreven; het is evident een andere groep. Veel Habiru spraken Hurritisch.
De Hettieten stamden af van een Indo-Europees volk, dat zich in Anatolië had gevestigd. Na een periode van crisis was daar een nieuw en sterker Hettitisch rijk tot bloei gekomen. Gedurende de late bronstijd werd het een grootmacht. Halverwege de 14e eeuw maakte het de facto een eind aan de macht van de Mitanni. Vanaf dat moment waren de Hettieten en het Nieuwe Rijk van de farao's elkaars belangrijkste rivalen. De Hettieten breidden hun invloed steeds verder naar het zuiden uit. In de Amarna-briefwisseling van Achnaton tijdens de Egyptische dominantie van Kanaän tussen 1350 en 1330 staat de uitbreiding van de Hettitische macht in Noord-Syrië beschreven. De streek werd op dat moment geteisterd door een pandemie die er tot lethargie leidde. De farao besloot gewapenderhand Fenicië te heroveren, zodat het de volgende 50 jaar in feite weer onder Egyptisch bestuur kwam te staan.
Verslagen van Egyptische veldtochten melden in dezelfde periode tot 1300 v.Chr. politieke instabiliteit en endemisch banditisme in de Djadi-streek, het overstromingsgebied van de Jordaan.
In de 13 eeuw regeerde in Egypte de 19e dynastie. Onder zijn heerschappij werd niet ver van Avaris een nieuwe stad gebouwd, Pi-Ramesse. Dit bleef gedurende het Nieuwe Rijk een belangrijk machtscentrum. Belangrijke farao's uit de 19e dynastie waren Seti I, Ramses II en Merenptah. Seti I en Ramses II voerden beiden oorlog met de Hittieten. Van 1294 tot 1279 v.Chr. was Seti I op het toppunt van zijn macht in de regio. Hij veroverde Kadesh en liet het daarna bij informeel vredesverdrag aan Muwatalli II van Hatti in beheer. Seti I en zijn opvolger Ramses II richtten overal in hun rijk enorme monumenten op. In 1274 v.Chr. leverde Ramses II de slag bij Kadesh tegen de Hittieten, in zijn soort de grootste veldslag van het millennium, met 5000 strijdwagens en 9000 soldaten te voet. Egypte leed een zware nederlaag. Aan de dominante positie van Egypte in de Levant kwam goeddeels een eind.
In 1271 had Ramses II de toegang tot kuststeden als Sidon zekergesteld, maar in 1250 moest hij alweer zware veldtochten voeren tegen Libiërs en de Neo-Hettitische vorstendommen. Daarbij viel hij Kadesh aan, maar heeft deze stad niet meer kunnen heroveren. Hij sloot een vredesverdrag met de Neo-Hettieten waarbij het noorden van de Levant aan hen werd afgestaan. Ramses II huwde een dochter van Hattusili III. Na een opstand van de Shasu hield Ramses II nog enkele veldtochten in het gebied ten zuiden daarvan. Hij vestigde een Egyptisch garnizoen in Moab, een bergachtig gebied ten oosten van de Dode Zee.
Rond de eeuwwisseling voerde Ramses III strijd met de zogenaamde Zeevolken.
De halve eeuw die volgde op het vredesverdrag tussen Egypte en de Hettieten was een periode van vrede en voorspoed voor de hele regio. Dankzij de politieke stabiliteit gingen de grenzen open; de internationale handel bereikte een hoogtepunt.
Egyptische teksten maken gewag van de aanwezigheid in de Nijldelta van "Volken uit het groen". Deze Peleset werden er ooit door de farao verslagen, maar werden daarna als huurlingen in dienst genomen en in Palestina geplaatst, de latere Filistijnen. Zij kenden zelfs de smeedkunst in ijzer, staat er, en bouwden steden groter dan de Kanaänitische met centrale gebouwen waarin een vierkante ruimte met haard in Myceense stijl voorkwam. In dezelfde tijd werd gewag gemaakt van de aanwezigheid van 'Sherden' in de Nijldelta, aldus werden Semitisch sprekende mensen in Egypte aangeduid.
Palestina was gedurende vrijwel de gehele late bronstijd een Egyptische provincie. De Egyptische overheersing duurde tot ~1135 v.Chr.

### De Fenicische stadstaten
De Feniciërs, die in het noorden van Kanaän leefden, werden in deze periode de belangrijkste en meest succesvolle zeevaarders en handelaars van de Middellandse Zee. Dit is de periode van het ontstaan van de poleis Sidon, Tyrus, Byblos, Aradus, Beiroet, en ook Gaza, de stad van de Filistijnen, waarvan we de eerste vermelding aantreffen onder Thoetmosis II. In het noorden van Syrië beleefde intussen de stad Ugarit tussen 1500 en 1300 v.Chr. haar bloeitijd onder de Mitanni. Ugarit stond onder leiding van een adath. Deze havenstad was ook de eindbestemming voor de afzet van de intussen opgekomen Myceense economie. Ook functioneerde zij als doorvoerhaven van en naar het gebied van de Eufraat en de Tigris. Het was de belangrijkste haven van de Levant.
In Baalbek, Sidon en Tyrus werd in deze periode een Semitische taal gesproken die verwant was aan het Hebreeuws en aan het Kanaänitisch. De religie had er nog altijd kenmerken van de oude Kanaänitische religies.
De relatieve onafhankelijkheid die de Feniciërs verwierven, werd met lede ogen bekeken door de Egyptische farao's, die hun greep op het gebied wilden verstevigen en voorkomen dat het in handen van vreemde volken of het opkomend Hettitische rijk zou vallen. Rond 1500 v.Chr. veroverde Thoetmosis III dan ook Fenicië.
Van 1411 tot 1358 v.Chr. hadden de Amorieten en Hettieten voortdurend Fenicische steden aangevallen, zoals gemeld wordt in de Amarna-brieven. Onder Suppiluliuma I en Mursili I strekte het Hettitische rijk zich uit tot bijna geheel Anatolië en delen van Syrië en Kanaän, waaronder Fenicië. Tussen 1350 en 1330 besloot de farao om gewapenderhand Fenicië te heroveren.
In de eeuwen die volgden na 1200 v.Chr. was Fenicië de belangrijkste zee- en handelsmacht van de regio. Mogelijk kwam het door deze handelslieden dat het Hebreeuwse woord "kena’ani" de bijbetekenis van "marchandeur" kreeg. De Feniciërs verhandelden cederhout voor het maken van schepen en andere zaken. De Griekse term "Tyrisch purper" verwijst naar de kleurstof waar zij vooral om bekendstonden en ook naar de haven van Tyrus. Mooi textiel behoorde ook tot de Fenicische weelde, en Fenicisch glas. Zij hadden blijkbaar als eersten de techniek ontdekt om het glas doorschijnend te maken. Alhoewel de Feniciërs geen grote landbouwers waren, werden er wel schapen gefokt en werden die evenals hun wol verkocht. Grote cederstammen werden eveneens als vanouds naar Egypte vervoerd. Zoals de Amarna-brieven suggereren betaalde Fenicië in de 14e eeuw v.Chr. hiermee tribuut.
In de tijd van de Feniciërs werden in Ugarit ateliers ingericht voor eigen beheer van export zoals Fenicisch purper. Ivoorsnijkunst was er ook van hoog niveau. Een godin die op een dergelijk opgegraven ivoorplaket staat afgebeeld was Ishtar of Potnia. De stijl van de kunstvoorwerpen verraadt de internationale invloeden vanuit alle windstreken.
Invoer van artikelen van elders waren vooral zilver en tin uit Spanje, dat samen met Cyprisch koper tot brons werd verwerkt. Volgens Strabo was er ook al een lucratieve tinhandel met Bretagne. De Aziatische handelsroutes convergeerden ook op de Fenicische kusten. Hierdoor kon Fenicië de handel tussen Mesopotamië aan de ene kant en Egypte en Arabië aan de andere kant regelen.

### Luwiërs
Een Luwisch koninkrijkje ten noorden van Kanaän was in de 15e en 14e eeuw v.Chr. bij machte om redelijke weerstand te bieden aan het Hettitisch koninkrijk dat in het noordoosten was opgekomen, en zelfs de leidende rol van Anatolië op zich te nemen. Het Hiëroglyfenhettitisch als beeldtaal werd samen met het Luwisch door de Luwiërs als religieuze taal gebruikt, ook in het Hettitische rijk. Luwisch-sprekenden verspreidden zich meer en meer over dit rijk en droegen later bij tot de instorting ervan. Maar eerst droegen zij ertoe bij dat de invloed van dit rijk zich naar het zuiden uitbreidde over Kanaän tot voorbij de strategische haven van Ugarit, en dat een botsing met het Oude Egypte onvermijdelijk werd.

### Myceense bloeiperiode
Niet alleen in de Kanaänitische regio nam de onrust in deze jaren toe, maar ook in het Middellandse Zeegebied vonden enkele ingrijpende veranderingen plaats. Vanaf 1450 v.Chr. werden bijvoorbeeld op Kreta de Minoïsche paleizen voor een tweede keer verwoest. Archeoloog Arthur John Evans weet dit onder meer aan de Myceners, die het eiland vanaf de 15e eeuw v.Chr. zouden zijn binnengevallen.
Van 1400 tot 1200 v.Chr. beleefde Myceens Griekenland een bloeitijd. Het oefende invloed uit in en rondom het gehele oostelijk bekken van de Middellandse Zee. De monarchie van de Achaeërs vervulde een spilfunctie in de internationale handel, die sterk opbloeide. Er was veel vraag naar producten afkomstig uit de Griekse wereld. Ook Cyprus speelde een belangrijke rol. Het prachtige Myceens aardewerk is bijna overal teruggevonden, waardoor het voor een archeoloog een belangrijk hulpmiddel is bij dateringen. Ook Egyptische en Syrische kooplieden speelden een belangrijke rol in de overzeese handel. Behalve aardewerk importeerde de Levant hars, vet en olie.

### Migraties van stammen in Palestina
Uit de tweede helft van de 13e eeuw is ons een waardevolle bron overgeleverd, Papyrus Anastasi I, een brief van Hori, een schrijver in dienst van het Egyptische leger, waarin hij een reis door Fenicië en Palestina beschrijft. De brief bevat veel gegevens over de wegen, steden, bossen en bewoners van het gebied. Hori maakt ook gewag van nomaden die de bossen onveilig maken in het gebied van de stam Aser (í-s-r), een Kanaänitische groep ten zuiden van Megiddo. Ook inscripties van Seti I en Ramses II vermelden deze groep. Pas met de opkomst van de Israëlitische monarchie (~950) werd Aser in naam een Israëlitische stam. Iets vergelijkbaars is gebeurd met de stammen Dan, Gad en Naftali. Uit de Amarna-brieven komt het beeld naar voren van rivaliserende stadstaten en kleine koninkrijken.
Vermoedelijk heeft er aan het eind van de bronstijd migratie plaatsgevonden van de kustvlakte naar de centraal gelegen hooglanden, waar rond 1200 een aantal nieuwe nederzettingen werden gebouwd. De hooglanden waren dunbevolkt; er woonden voornamelijk schaapherders. Ook veel Shasu hadden er zich gevestigd. Dit betekent niet dat delen van Palestina ontvolkt raakten. Enkele versterkte steden werden echter verlaten. Ook in deze periode woonde slechts een minderheid van de bevolking in steden. Langs de strategisch belangrijke kust bouwden de Egyptenaren een aantal forten en versterkingen.
Onder farao Merenptah (1212–1202), een zoon van Ramses II, werd een stèle opgericht om een overwinning op de Libiërs en het neerslaan van een opstand in Palestina te herdenken. Hierbij werd Askalon belegerd en ingenomen. Volgens Ahlström wordt de kustvlakte met zijn urbane centra in de inscriptie aangeduid met Kanaän (Charoe) en werd melding gemaakt een vijandig Israël in de hooglanden van Palestina. Deze oudst bekende vermelding van "Israël" luidt: "Israël is verwoest, zijn zaad is niet (meer)".